# Цезоний Басс
Цезо́ний Басс (лат. Caesonius Bassus) — государственный деятель Римской империи начала IV века, консул 317 года.

## Биография
Вероятно, он был сыном консула 284 года Луция Цезония Овиния Манлия Руфиниана Басса. В 317 году Цезоний был назначен на должность консула вместе с Овинием Галликаном. Согласно Хронографу 354 года, они по каким-то причинам вступили в должность лишь 17 февраля (а не 1 января), однако в египетских папирусах их консулат упоминается уже в январе 317 года. Больше сведений о карьере и биографии Цезония Басса не сохранилось.